# 福井県道231号広野大門線
福井県道231号広野大門線（ふくいけんどう231ごう ひろのだいもんせん）は福井県南条郡南越前町広野から同町大門までを結ぶ一般県道である。

## 路線概要
国道365号が通る南越前町の大門と、宇津尾や広野といった日野川沿いの集落を結ぶ県道である。幅員は国道との交差点から広野ダム付近までは2車線が確保されており、ダム湖沿岸を走る区間は車両通行帯のない道路となっている。

### 路線データ
- 起点：南越前町広野（広野ダム上流部）
- 終点：同町大門（大門交差点）

## 歴史
- 2022年（令和4年）
  - 8月4日 - 集中豪雨により土砂災害が発生。南越前町大門から広野まで約12.8㎞が通行不能となった[1]。
  - 8月8日 - 南越前町大門地内で道路が陥没。軽自動車が巻き込まれて1人が死亡[2]。

## 接続道路
- 福井県道270号桝谷ダム宇津尾線（南越前町宇津尾）
- 国道365号（国道476号重複）（南越前町大門・大門交差点、終点）

## 沿線
- 今庄そば道場
- 広野ダム